# Masegoso
Masegoso è un comune spagnolo  situato nella comunità autonoma di Castiglia-La Mancia.